# Macromitrium perichaetiale
Macromitrium perichaetiale là một loài Rêu trong họ Orthotrichaceae. Loài này được (Hook. & Grev.) Müll. Hal. mô tả khoa học đầu tiên năm 1845.